# Пет малки прасенца
Пет малки прасенца е роман на английската писателка Агата Кристи, публикуван през 1942 г. Романът е с участието на Еркюл Поаро. Тя се отличава с опита да се покаже неспирното твърдение на Поаро, че едно убийство може да се разреши само като се изслушат показанията на участниците без да се посещава местопрестъплението. Този роман е последният от плодотворния период на произведения на писателката с главен герой Поаро. Между 1935 г. и 1942 г. тя публикува 18 романа, 13 от които са с детектива. За сравнение, през следващите 8 години тя публикува само 2 книги с Поаро, което вероятно показва, че най-известният ѝ герой е започнал да ѝ омръзва. Пет малки прасенца се отличава с това, че една и съща история се разказва от няколко гледни точки.

## Действащи лица
- Еркюл Поаро – белгийски детектив
- Карла Льомаршан – дъщеря на Карълайн Крейл
- сър Монтегю Диплийч – адвокат на защитата
- Куентин Фог – адвокат на обвинението
- Джордж Мейхю – син на адвоката на Карълайн
- полицейски началник Хейл – разследващ случая

Петте прасенца:
- Филип Блейк – борсов агент (на пазар отиде)
- Мередит Блейк – брат на Филип Блейк (в къщи си остана)
- Елза Гриър (лейди Дитишам) – модел и любовница на Еймиъс Крейл (хапна печено месце)
- Сесилия Уилямс – предана гувернантка (нищичко не яде)
- Анджела Уорън – по-малката сестра на Карълайн (заплака кви, кви, кви)

## Заглавие на романа
Също като Убийството на мистър Морли и Хикъри Дикъри Док заглавието на книгата Пет малки прасенца идва от детско стихче – Това малко прасенце (This Little Piggy)

## Връзки с други книги
Когато Поаро се среща с Мередит Блейк, той му се представя като приятел на лейди Мери Литън-Гор, която е героиня от романа Трагедия в три действия. Случаят с Карълайн Крейл по-късно е споменат от Поаро в книгата Слоновете помнят.

## Адаптации

### Пиеса
Когато адаптира романа за пиеса през 1960 г., Агата Кристи изпуска образа на Поаро. На негово място слага Джъстин Фог, сина на адвоката на Карълайн. Годеникът на Карла изключително неприятен американец, който настоява случаят да се преразгледа. Така накрая Карла го зарязва и се събира с Фог.

### Телевизия
Книгата е филмирана през 2003 г. като част от поредицата Случаите на Поаро. Има няколко основни промени в адаптацията. Карълайн е екзекутирана, докато в романа е осъдена на доживотен затвор и умира една година по-късно. Филип има любовно увлечение към Еймиъс, а не към Карълайн, в което се корени омраза му към нея. Името на Карла е сменено на Люси и във филма тя не е сгодена. Във филма след като Поаро разкрива, че убийцата е Елза, Люси насочва пистолет към нея, искайки да я убие, но Поаро се намесва, като я моли да не го прави, за да може справедливостта да възтържествува. Люси сваля пистолета, Елза напуска съсипана и победена. Актьорите, които участват са: Рейчъл Стърлинг (Карълайн), Джули Фокс (Елза), Тоби Стивънс (Филип), Ейдън Гилън (Еймиъс), Софи Уинкълман (Анджела), Ейми Мълинс (Люси), Марк Уорън (Мередит), Патрик Малахайд (сър Монтегю Диплийч), Джема Джоунс (Сесилия Уилямс).

### Радио
Пет малки прасенца е адаптиран за радио от BBC, с Джон Мофат в ролята на Поаро.

## Международни заглавия
- арабски:الخنازير الخمسة  (Пет малки прасета)
- каталонски: Cinc porquets (Пет малки прасета)
- чешки: Pět malých prasátek (Пет малки прасенца)
- датски: Fem små grise (Пет малки прасета)
- холандски: Vijf kleine biggetjes (Пет малки прасета)
- финландски: „Viisi pientä possua“ (Пет малки прасета)
- френски: Cinq Petits Cochons (Пет малки прасета)
- немски: Das unvollendete Bildnis (Незавършеният портрет)
- унгарски: Öt kismalac (Пет малки прасета)
- италиански: Il ritratto di Elsa Greer (Портретът на Елза Гриър)
- японски: 五匹の子豚 (Пет малки прасета)
- малайзийски: പൂര്‍വ്വവൃത്താന്തത്തിലെ കൊലപാതകം (Убийство в ретроспекция)
- мандарин: 啤酒谋杀案 (Murder of the Beers)
- норвежки: Fem Små Griser (Пет малки прасета)
- персийски език: پنج خوک کوچولو (Пет малки прасета)
- полски: Pięć małych świnek (Пет малки прасета)
- португалски (Бразилия): Os Cinco Porquinhos (Пет малки прасета)
- португалски (Португалия): Poirot Desvenda o Passado (Поаро разкрива миналото)
- румънски: Cei cinci purceluşi (Пет малки прасета)
- руски: Пять поросят (Пет малки прасета)
- испански: Cinco Cerditos (Пет малки прасета)
- турски: Beş küçük domuz  (Пет малки прасета)
- гръцки: Πέντε Μικρά Γουρουνάκια (Пет малки прасета)